# یواس‌اس وست ویرجینیا (اس‌اس‌بی‌ان-۷۳۶)
یواس‌اس وست ویرجینیا (اس‌اس‌بی‌ان-۷۳۶) (به انگلیسی: USS West Virginia (SSBN-736)) یک زیردریایی است که طول آن ۵۶۰ فوت (۱۷۰ متر) می‌باشد. این زیردریایی در سال ۱۹۸۹ ساخته شد.